# Levys Torres
Levys Judith Torres Ayala (Barranquilla, 6 aprile 1978) è un'ex cestista colombiana, professionista nella WNBA.

## Carriera
È stata selezionata dalle Miami Sol al terzo giro del Draft WNBA 2001 (37ª scelta assoluta).
Con la Colombia ha disputato i Campionati americani del 2011 e due edizioni dei Giochi panamericani (Rio de Janeiro 2007, Guadalajara 2011).